# I filosofi al cimento
I filosofi al cimento è un'opera in due atti di Ercole Paganini, su libretto di Angelo Anelli. La prima rappresentazione ebbe luogo al Teatro alla Scala di Milano il 25 giugno 1810.

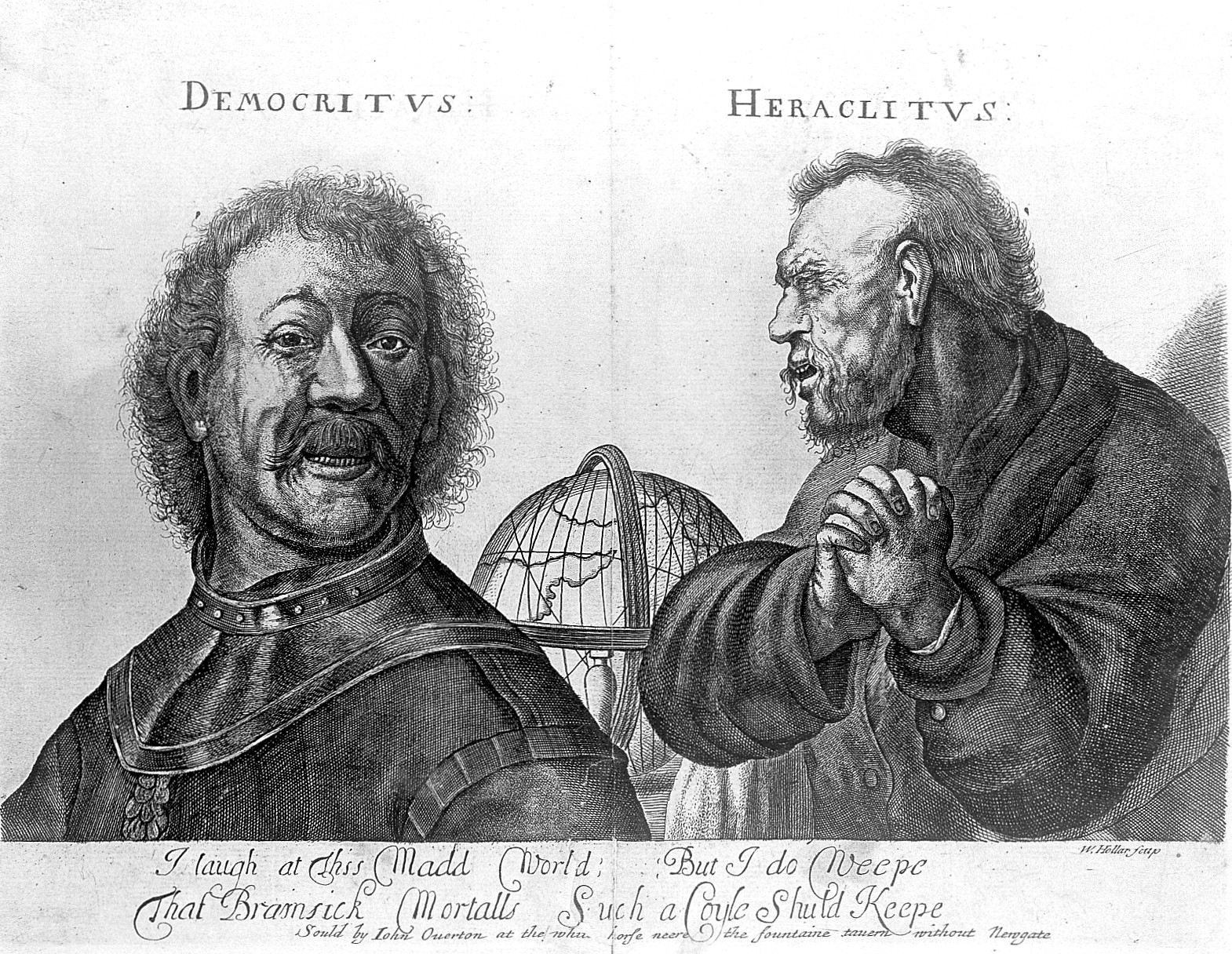
Incisione raffigurante Democrito che ride, ed Eraclito che piange (Wenceslaus Hollar)

## Trama
In un'isola, due sedicenti filosofi hanno assunto il nome di Eraclito - che secondo la tradizione piangeva sempre sulle sventure umane - e Democrito - che invece se la rideva - facendosi guerra fra di loro col rispettivo stuolo di scolari. Un giorno, sull'isola giungono il Conte Fabrizio Paga, la sua protetta Lucrezia Testavaga, il fratello di questa Trinchetto e la cameriera Dorina, che, preso atto della situazione, smaschereranno i due buffoni davanti a tutti, nonostante le smielate offerte amorose del malinconico Eraclito per Lucrezia, l'insolente passione di Democrito per Dorina, e la gelosia del Conte.

## Struttura musicale
- Sinfonia

### Atto I
- N. 1 - Introduzione Fra cento false immagini (Coro, Eraclito, Democrito)
- N. 2 - Duetto Lei non sa signor contino (Lucrezia, Conte)
- N. 3 - Aria Un fratel di virtuosa (Trinchetto)
- N. 4 - Quartetto Perché mai mi guardi, e ridi? (Lucrezia, Democrito, Eraclito, Conte)
- N. 5 - Coro Qui dipinte a bella posta
- N. 6 - Aria Se colei, che mi condanna (Eraclito, Coro)
- N. 7 - Aria Che pretende lei, madama? (Conte)
- N. 8 - Finale I La collera del Conte (Trinchetto, Dorina, Eraclito, Lucrezia, Democrito, Coro, Conte)

### Atto II
- N. 9 - Introduzione seconda Di vero, e gran filosofo (Coro)
- N. 10 - Duetto Già mi figuro (Democrito, Conte)
- N. 11 - Aria O donne mie, guardatevi (Dorina)
- N. 12 - Aria Ah! mio sole, ah! se ti adiri (Democrito, Dorina)
- N. 13 - Quintetto Bu bu bu... non tiro al vento (Conte, Eraclito, Democrito, Lucrezia, Dorina, Coro)
- N. 14 - Coro Sull'onor di nostre scuole
- N. 15 - Aria Finale Più non pensar, ben mio (Lucrezia, Trinchetto, Conte, Dorina, Eraclito, Democrito, Coro)